# 21. ceremonia wręczenia nagród Gildii Aktorów Ekranowych
21. ceremonia wręczenia nagród Gildii Aktorów Ekranowych za rok 2014, odbyła się 25 stycznia 2015 roku, w Shrine Exposition Center w Los Angeles.
Galę wręczenia nagród transmitowała stacja TNT. Nagrody zostały przyznawane za wybitne osiągnięcia w sztuce aktorskiej w minionym roku.
Nominacje do nagród ogłoszone zostały 10 grudnia 2014 roku; prezentacji dokonali aktorzy Ansel Elgort oraz Eva Longoria, przy udziale Prezydenta SAG Kena Howarda. Nominacje zaprezentowane podczas konferencji w Pacific Design Center’s SilverScreen Theater w West Hollywood.
Nagrodę za osiągnięcia życia przyznano aktorce Debbie Reynolds.

## Laureaci i nominowani
Laureaci nagród wyróżnieni są wytłuszczeniem

### Produkcje kinowe

#### Wybitny występ aktora w roli pierwszoplanowej
- Eddie Redmayne – Teoria wszystkiego
  - Steve Carell – Foxcatcher
  - Benedict Cumberbatch – Gra tajemnic
  - Jake Gyllenhaal – Wolny strzelec
  - Michael Keaton – Birdman

#### Wybitny występ aktorki w roli pierwszoplanowej
- Julianne Moore – Still Alice
  - Jennifer Aniston – Cake
  - Felicity Jones – Teoria wszystkiego
  - Rosamund Pike – Zaginiona dziewczyna
  - Reese Witherspoon – Dzika droga

#### Wybitny występ aktora w roli drugoplanowej
- J.K. Simmons – Whiplash
  - Robert Duvall – Sędzia
  - Ethan Hawke – Boyhood
  - Edward Norton – Birdman
  - Mark Ruffalo – Foxcatcher

#### Wybitny występ aktorki w roli drugoplanowej
- Patricia Arquette – Boyhood
  - Keira Knightley – Gra tajemnic
  - Emma Stone – Birdman
  - Meryl Streep – Tajemnice lasu
  - Naomi Watts – Mów mi Vincent

#### Wybitny występ zespołu aktorskiego w filmie kinowym
- Birdman
  - Boyhood
  - Grand Budapest Hotel
  - Gra tajemnic
  - Teoria wszystkiego

#### Wybitny występ zespołu kaskaderskiego w filmie kinowym
- Niezłomny
  - Furia
  - Get on Up
  - Hobbit: Bitwa Pięciu Armii
  - X-Men: Przeszłość, która nadejdzie

### Produkcje telewizyjne

#### Wybitny występ aktora w miniserialu lub filmie telewizyjnym
- Mark Ruffalo – Odruch serca
  - Adrien Brody – Houdini
  - Benedict Cumberbatch – Sherlock
  - Richard Jenkins – Olive Kitteridge
  - Billy Bob Thornton – Fargo

#### Wybitny występ aktorki w miniserialu lub filmie telewizyjnym
- Frances McDormand – Olive Kitteridge
  - Ellen Burstyn – Kwiaty na poddaszu
  - Maggie Gyllenhaal – Uczciwa kobieta
  - Julia Roberts – Odruch serca
  - Cicely Tyson – The Trip to Bountiful

#### Wybitny występ aktora w serialu dramatycznym
- Kevin Spacey – House of Cards
  - Steve Buscemi – Zakazane imperium
  - Peter Dinklage – Gra o tron
  - Woody Harrelson – Detektyw
  - Matthew McConaughey – Detektyw

#### Wybitny występ aktorki w serialu dramatycznym
- Viola Davis – Sposób na morderstwo
  - Claire Danes – Homeland
  - Julianna Margulies – Żona idealna
  - Tatiana Maslany – Orphan Black
  - Maggie Smith – Downton Abbey
  - Robin Wright – House of Cards

#### Wybitny występ aktora w serialu komediowym
- William H. Macy – Shameless – Niepokorni
  - Ty Burrell – Współczesna rodzina
  - Louis C.K. – Louie
  - Jim Parsons – Teoria wielkiego podrywu
  - Eric Stonestreet – Współczesna rodzina

#### Wybitny występ aktorki w serialu komediowym
- Uzo Aduba – Orange Is the New Black
  - Julie Bowen – Współczesna rodzina
  - Edie Falco – Siostra Jackie
  - Julia Louis-Dreyfus – Figurantka
  - Amy Poehler – Parks and Recreation

#### Wybitny występ zespołu aktorskiego w serialu dramatycznym
- Downton Abbey
  - Zakazane imperium
  - Gra o tron
  - Homeland
  - House of Cards

#### Wybitny występ zespołu aktorskiego w serialu komediowym
- Orange Is the New Black
  - Współczesna rodzina
  - Brooklyn 9-9
  - Teoria wielkiego podrywu
  - Figurantka

#### Wybitny występ zespołu kaskaderskiego w serialu telewizyjnym
- Gra o tron
  - 24: Jeszcze jeden dzień
  - Zakazane imperium
  - Homeland
  - Synowie Anarchii
  - Żywe trupy

### Nagroda za osiągnięcia życia
- Debbie Reynolds